# نصف قطر لي روي
يحدد نصف قطر لي روي، المشتق من قبل روبرت لي روي، مسافة الاتزان الداخلية بين ذرتين التي تكون عندها نظرية لي روي-بيرنشتاين (تسمى أحياناً نظرية قرب التفكك) صالحة.
نظرية لي روي-بيرنشتاين هي تقريب شبه كلاسيكي ( WKB ) لوصف مستويات الطاقة الاهتزازية عندما تقترب من قيمة طاقة التفكك الجزيئي. وفي هذه الحالة الحدية، يمكن تقريب جهد التفاعل بين ذرتين بالشكلـ {\displaystyle V(r)={\mathfrak {D}}-C_{n}/r^{n}} ، والذي يؤدي إلى تقريب تحليلي بسيط لمستويات الطاقة الاهتزازية:
{\displaystyle G(v)={\mathfrak {D}}-X_{n}(C_{n})[v_{\mathfrak {D}}-v]^{\frac {2n}{n-2}}.}
في هذا التعبير ، {\displaystyle X_{n}(C_{n})} هي دالة بسيطة تعتمد فقط على n و C n و {\displaystyle v_{\mathfrak {D}}} يمكن تعريفه بأنه العدد الكمي الاهتزازي الفعال عند التفكك.
حدد لي روي لاحقاً تعبيراً لنصف القطر عندما يقترب من الحدود الفاصلة بين المنطقة التي يكون فيها مقدار التفاعل المتبادل الإلكتروني( الميكانيكي الكمي ) مهيمناً، والمنطقة التي يمكن فيها وصف تفاعل الذرات والجزيئات تقريبياً باستخدام قوانين الفيزياء الكلاسيكية، وبالتالي، يمكن التعبير عن نظرية لي روي-بيرنشتاين (كتوزيعات شحنة مستقلة و تمثل تفاعلات فان دير فالس كمتسلسلة قوى في مسافة الاتزان البينية).
يُعرف نصف القطر هذا بأنه 
{\displaystyle R_{\mathrm {LR} }=2[\langle r_{A}^{2}\rangle ^{1/2}+\langle r_{B}^{2}\rangle ^{1/2}]} و
حيث تدل r A و r B على نصف القطر الذري للذرتين .
عندما {\displaystyle r>R_{LR}}، يمكن تقريب الجهد البينووي بشكل معقول باستخدام توزيعات شحنة ذرية مستقلة، ويمكن وصف المستويات الاهتزازية جيداً بواسطة نظرية ليروي بيرنشتاين.
عندما يكون {\displaystyle r<R_{LR}}، لا يوجد تعبير قابل للتطبيق بشكل عام عن الجهد البينووي. وبالمثل، لا يوجد تعبير مشابه لطاقات المستوىات الاهتزازية لهذه المنطقة ويجب استخدام طرق تقريبية أكثر تعقيداًً.
اشتقاق تعبير أكثر عمومية، يسمى نصف قطر لي روي المعتمد على m، والذي يعتمد على عدد الكم المغناطيسي ( م )، أُشتق في عام 1995. ينتج هذا التعبير عن نصف قطر لي روي التقليدي في الحالة الخاصة للتماثل الذري الكروي ذات الحالة S.
يوصف نصف قطر لي روي في كتب الكيمياء المدرسية على مستوى المدرسة الثانوية في أونتاريو (على وجه الخصوص ، في كيمياء نيلسون 12، وهو الكتاب المدرسي القياسي المطلوب لتعليم الكيمياء للصف الثاني عشر في أونتاريو).